# Icy (Itzy)
Icy è un singolo del gruppo musicale sudcoreano Itzy, pubblicato il 28 luglio 2018 come prima traccia dal loro primo EP It'z Icy e utilizzato per la promozione del disco.

## Descrizione
Icy è stata scritta da Park Jin-young e Penomeco.

## Critica
Tamar Herman di Billboard, descrisse la canzone come "potrebbe anche essere l'inno del gruppo femminile".

## Video musicale
Il video musicale è stato pubblicato a mezzanotte dello stesso giorno e ha accumulato 18,1 milioni di visualizzazioni in 24 ore. Ad agosto 2019, ha oltre 70 milioni di visualizzazioni su YouTube.

## Successo commerciale
Icy debuttò al numero 11 della Circle Chart, poi raggiunse il numero dieci la seconda settimana, dando al gruppo la loro seconda canzone Top 10.

## Classifiche
| Classifica (2019) | Posizione massima |
| ----------------- | ----------------- |
| Corea del Sud     | 10                |
| Singapore         | 11                |

## Riconoscimenti
- Circle Chart Music Award
  - 2020 – Candidatura Song of the Year – July[10]

### Premi dei programmi musicali
- Inkigayo
  - 11 agosto 2019[11]
  - 25 agosto 2019[12]
- M Countdown
  - 8 agosto 2019[13]
  - 22 agosto 2019[14]
- Music Bank
  - 16 agosto 2019[15]
  - 23 agosto 2019[16]
- Show Champion
  - 7 agosto 2019[17]
  - 14 agosto 2019[18]
  - 21 agosto 2019[19]
- Show! Eum-ak jungsim
  - 10 agosto 2019[20]
  - 17 agosto 2019[21]
  - 24 agosto 2019[22]